# Valeriana organensis
Valeriana organensis är en kaprifolväxtart som beskrevs av Gardn. Valeriana organensis ingår i släktet vänderötter, och familjen kaprifolväxter. Inga underarter finns listade i Catalogue of Life.